# Assuerus Matthisius
Assuerus Matthisius, eigentlich Sweer Thijssen (* 25. November 1583 in Deventer; † 12. Januar 1651 in Rotterdam) war ein niederländischer evangelisch-reformierter Geistlicher während des Achtzigjährigen Krieges. Er gehörte zu den prominenten Remonstranten, die auf der Dordrechter Synode 1618/19 vorgeladen wurden.

## Biografie
Assuerus Matthisius stammte aus einer reformierten Pfarrfamilie und besuchte als Jugendlicher das Gymnasium Illustre in Steinfurt. Ein Studium an der Universität Leiden schloss sich an. Seine erste Pfarrstelle trat er 1607 in Deventer an, wo er in theologischer Hinsicht unauffällig blieb, bis er im Oktober 1616 als Unterstützer der Fünf Artikel der Remonstrantie hervortrat und so in der Prädestinationslehre vom orthodox-calvinistischen Standpunkt abwich. Entsprechende Predigten führten 1617 zu seiner Absetzung, trugen ihm aber auch eine Berufung als Pfarrer nach Kampen ein, einem stark remonstrantisch geprägten Ort. 1618 wurde er auf die Dordrechter Synode vorgeladen und nach der Verurteilung der remonstrantischen Lehre wie die anderen dort Vorgeladenen 1619 des Landes verwiesen. Matthisius wurde in die Grafschaft Bentheim abgeschoben, konnte dort aber nicht bleiben, sondern reiste in Westfalen umher. 1623 war er durch dieses unstete Leben zermürbt und so weit, die akte van stilstand zu unterzeichnen; damit wäre ihm die legale Rückkehr in die Niederlande möglich gewesen, wenn auch keine Tätigkeit als Pfarrer. Simon Episcopius überzeugte ihn, der Remonstrantischen Bruderschaft treu zu bleiben. In den nächsten Jahren pendelte er zwischen Deutschland und den Niederlanden (wo seine Familie lebte). Ab 1637 war er vorwiegend in den Niederlanden, wo sich die rechtlichen Rahmenbedingungen zugunsten der Remonstranten geändert hatten. Seit 1638 in Leiden wohnhaft, versorgte er von hier aus auch die remonstrantische Gemeinde in Warmond. Seine letzte Pfarrstelle war in Rotterdam.